# Artamon Sergejewitsch Matwejew

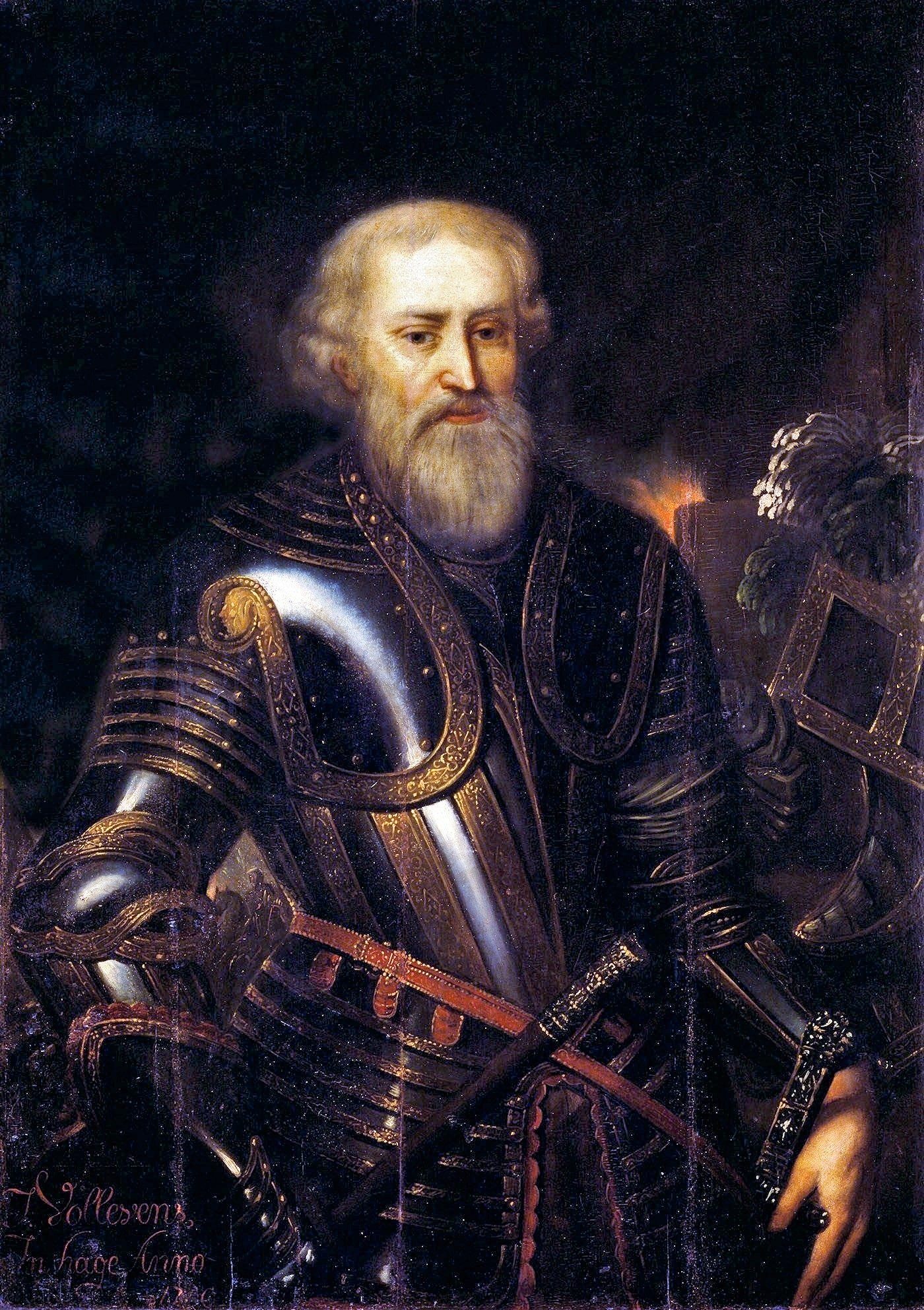
Artamon Sergejewitsch Matwejew

Artamon Sergejewitsch Matwejew (russisch Артамон Сергеевич Матвеев; * 1625; † 15. Mai 1682) war ein russischer Politiker.

## Leben
Matwejew war ein Vertrauter des Zaren Alexei und während dessen Regierungszeit Erster des Gesandtschaftsprikas. Dank seiner Verbindungen zu Ausländern wurde ihm der Beiname Der Westler gegeben. Ein wichtiger Mitarbeiter wurde der Moldauer  Nicolae Milescu Spătarul. Bezeichnend für das enge Verhältnis zum Zaren ist, dass dieser seine zukünftige Gemahlin Natalja Naryschkina, deren Vormund Matwejew wurde, in Matwejews Haus traf. Beim Tode des Zaren, 1676, wurde er von der durch ihre Verwandtschaft mit Fjodor III. einflussreichen Familie der Miloslawski der Ermordung des Zaren und des Gebrauchs schwarzer Magie beschuldigt. 
Die folgenden Jahre bis 1682 verbrachte er in der Verbannung. Erst beim Tode des Zaren wurde er von der Regentin Naryschkina, der Mutter des neuen Herrschers Peter, zurückgerufen. Als Matwejew am 11. Mai in Moskau ankam, hatten die Schwester des Zaren, Sofia Alexejewna, und ihr Onkel Iwan Miloslawski Unruhen unter den Strelitzen geschürt. Sie behaupteten, dass die Regentin Iwan, den anderen Sohn Alexeis, ermordet hätten. Nachdem es ihm vorerst gelungen war, die am 15. Mai in den Kreml gestürmten Strelitzen zu beruhigen, wurde er von diesen schließlich ermordet und verstümmelt. Seine Körperstücke wurden von einem Diener gesammelt und seiner Familie überbracht. Seine Enkelin Marija Matwejewa sollte später Geliebte Peters des Großen werden.